# Reo Hatate
Reo Hatate (Japans: 旗手 怜央, Hatate Reo) (Suzuka, 21 november 1997) is een Japans voetballer die doorgaans speelt als middenvelder. In januari 2022 verruilde hij Kawasaki Frontale voor Celtic. Hij maakte in 2022 zijn debuut in het Japans voetbalelftal.

## Clubcarrière
Hatate speelde in de jeugd van FC Yokkaichi en kwam via de sportteams van Shizuoko Gakuen HS en Juntendo University bij Kawasaki Frontale terecht. Zijn professionele debuut maakte de middenvelder op 7 december 2019, op bezoek bij Hokkaido Consadole Sapporo. Door doelpunten van Yu Kobayashi en Yasuto Wakisaka kwam Frontale op voorsprong en een tegentreffer van Lucas Fernandes zorgde ervoor dat het uiteindelijk 1–2 werd. Hatate begon op de reservebank en mocht van coach Toru Oniki vijf minuten voor het einde van het duel invallen voor Hiroyuki Abe. Voor zijn eerste doelpunt tekende hij op 26 augustus 2020, toen Kawasaki Frontale bij Vissel Kobe op voorsprong kwam door Ryota Oshima en daarna op achterstand door Daigo Nishi en Douglas. Op aangeven van Kaoru Mitoma zorgde Hatate voor de beslissende 2–2. In 2020 en 2021 kroonde de middenvelder zich met zijn club tot Japans landskampioen.
Hatate maakte in januari 2022 voor een bedrag van circa anderhalf miljoen euro de overstap naar Celtic, waar hij zijn handtekening zette onder een verbintenis voor de duur van vierenhalf jaar. Zijn landgenoten Yosuke Ideguchi en Daizen Maeda werden ook aangetrokken. Op 2 februari 2022 speelde hij mee in de Old Firm tegen Rangers. Door twee doelpunten en een assist op Liel Abada was hij beslissend in de derby die met 3–0 gewonnen werd. In september 2023 werd zijn verbintenis opengebroken en met twee seizoenen verlengd tot medio 2028. Tijdens zijn eerste drie seizoenen bij Celtic werd Hatate telkens kampioen met zijn club.

## Clubstatistieken
| Seizoen | Club              | Competitie  | Competitie | Competitie | Beker | Beker | Internationaal | Internationaal | Totaal | Totaal |
| Seizoen | Club              | Competitie  | Wed.       | Dlp.       | Wed.  | Dlp.  | Wed.           | Dlp.           | Wed.   | Dlp.   |
| ------- | ----------------- | ----------- | ---------- | ---------- | ----- | ----- | -------------- | -------------- | ------ | ------ |
| 2019    | Kawasaki Frontale | J1 League   | 1          | 0          | 0     | 0     | —              | —              | 1      | 0      |
| 2020    | Kawasaki Frontale | J1 League   | 31         | 5          | 7     | 1     | —              | —              | 38     | 6      |
| 2021    | Kawasaki Frontale | J1 League   | 30         | 5          | 4     | 1     | 4              | 0              | 38     | 6      |
| 2021/22 | Celtic            | Premiership | 17         | 4          | 3     | 0     | 1              | 0              | 21     | 4      |
| 2022/23 | Celtic            | Premiership | 32         | 6          | 7     | 3     | 6              | 0              | 45     | 9      |
| 2023/24 | Celtic            | Premiership | 16         | 3          | 2     | 0     | 3              | 0              | 21     | 3      |
| 2024/25 | Celtic            | Premiership | 33         | 9          | 7     | 0     | 10             | 1              | 50     | 10     |
| Totaal  | Totaal            | Totaal      | 160        | 32         | 30    | 5     | 24             | 1              | 212    | 38     |

Bijgewerkt op 17 april 2025.

## Interlandcarrière
Hatate maakte zijn debuut in het Japans voetbalelftal op 29 maart 2022, toen een kwalificatiewedstrijd voor het WK 2022 gespeeld werd tegen Vietnam. Nguyễn Thanh Bình opende namens dat land de score, maar door een doelpunt van Maya Yoshida werd het uiteindelijk 1–1. Hatate mocht van bondscoach Hajime Moriyasu in de basis beginnen en hij werd in de rust naar de kant gehaald ten faveure van Junya Ito.
In januari 2024 werd Hatate door Moriyasu opgenomen in de Japanse selectie voor het uitgestelde Aziatisch kampioenschap 2023. In de groepsfase won Japan van Vietnam (4–2) en Indonesië (3–1) en verloor het van Irak (2–1), waarna het doorging. Japan rekende af met Bahrein (1–3), waarna in de kwartfinales verloren werd van Iran: 2–1. Hatate speelde in drie wedstrijden mee. Zijn toenmalige clubgenoten Marco Tilio (Australië), Daizen Maeda (eveneens Japan), Oh Hyeon-gyu en Yang Hyun-jun (beiden Zuid-Korea) waren ook actief op het toernooi.
| Interlands van Reo Hatate voor Japan | Interlands van Reo Hatate voor Japan | Interlands van Reo Hatate voor Japan | Interlands van Reo Hatate voor Japan | Interlands van Reo Hatate voor Japan | Interlands van Reo Hatate voor Japan |
| №                                    | Datum                                | Wedstrijd                            | Uitslag                              | Competitie                           | Goals                                |
| Als speler bij Celtic                | Als speler bij Celtic                | Als speler bij Celtic                | Als speler bij Celtic                | Als speler bij Celtic                | Als speler bij Celtic                |
| ------------------------------------ | ------------------------------------ | ------------------------------------ | ------------------------------------ | ------------------------------------ | ------------------------------------ |
| 1                                    | 29 maart 2022                        | Japan – Vietnam                      | 1 – 1                                | WK 2022 kwalificatie                 |                                      |
| 2                                    | 15 juni 2023                         | Japan – El Salvador                  | 6 – 0                                | Vriendschappelijk                    |                                      |
| 3                                    | 20 juni 2023                         | Japan – Peru                         | 4 – 1                                | Vriendschappelijk                    |                                      |
| 4                                    | 13 oktober 2023                      | Japan – Canada                       | 4 – 1                                | Vriendschappelijk                    |                                      |
| 5                                    | 17 oktober 2023                      | Japan – Tunesië                      | 2 – 0                                | Vriendschappelijk                    |                                      |
| 6                                    | 9 januari 2024                       | Japan – Jordanië                     | 4 – 1                                | Vriendschappelijk                    |                                      |
| 7                                    | 19 januari 2024                      | Irak – Japan                         | 2 – 1                                | AK 2023                              |                                      |
| 8                                    | 24 januari 2024                      | Japan – Indonesië                    | 3 – 1                                | AK 2023                              |                                      |
| 9                                    | 31 januari 2024                      | Bahrein – Japan                      | 1 – 3                                | AK 2023                              |                                      |
| 10                                   | 6 juni 2024                          | Myanmar – Japan                      | 0 – 5                                | WK 2026 kwalificatie                 |                                      |
| 11                                   | 15 november 2024                     | Indonesië – Japan                    | 0 – 4                                | WK 2026 kwalificatie                 |                                      |
| 12                                   | 25 maart 2025                        | Japan – Saoedi-Arabië                | 0 – 0                                | WK 2026 kwalificatie                 |                                      |

Bijgewerkt op 17 april 2025.

## Erelijst
| Competitie        |                   |                           |                   |                   |
| Competitie        | Aantal            | Jaren                     |                   |                   |
| Kawasaki Frontale | Kawasaki Frontale | Kawasaki Frontale         | Kawasaki Frontale | Kawasaki Frontale |
| ----------------- | ----------------- | ------------------------- | ----------------- | ----------------- |
| J1 League         | 2                 | 2020, 2021                |                   |                   |
| Emperor Cup       | 1                 | 2020                      |                   |                   |
| Super Cup         | 1                 | 2021                      |                   |                   |
| Celtic            |                   |                           |                   |                   |
| Premiership       | 3                 | 2021/22, 2022/23, 2023/24 |                   |                   |
| Scottish Cup      | 2                 | 2022/23, 2023/24          |                   |                   |
| League Cup        | 2                 | 2022/23, 2024/25          |                   |                   |